# Masnerkopf
Masnerkopf är en bergstopp i Österrike.   Den ligger i distriktet Landeck och förbundslandet Tyrolen, i den västra delen av landet, 500 km väster om huvudstaden Wien. Toppen på Masnerkopf är 2 828 meter över havet, eller 113 meter över den omgivande terrängen. Bredden vid basen är 0,48 km.
Terrängen runt Masnerkopf är bergig åt sydväst, men åt nordost är den kuperad. Närmaste större samhälle är Landeck, 15,8 km norr om Masnerkopf. 
I omgivningarna runt Masnerkopf växer i huvudsak blandskog. Runt Masnerkopf är det ganska glesbefolkat, med 27 invånare per kvadratkilometer.